# Aimulosia costata
Aimulosia costata är en mossdjursart som först beskrevs av Powell 1967.  Aimulosia costata ingår i släktet Aimulosia och familjen Buffonellodidae. Inga underarter finns listade i Catalogue of Life.